# Mistrovství Evropy ve fotbale žen 2025
Mistrovství Evropy ve fotbale žen 2025, označované též jako UEFA Women's Euro 2025 se konalo od 2. července do 27. července 2025 ve Švýcarsku. Turnaj pořádaný pod patronací UEFA je čtrnáctý v historii.

## Kandidáti na pořadatelství
Dne 12. října 2022 vypršela lhůta, během které se mohly podávat oficiální nabídky na pořádání turnaje. Konečné nabídky obdržela UEFA celkem čtyři: od Polska, Švýcarska, Francie a společnou od Dánska, Finska, Norska se Švédskem pod názvem Nordic. Ukrajina také podala nabídku, ale kvůli ruské invazi na Ukrajinu byla nabídka stáhnuta. Dánsko zpočátku pracovalo na předložení samostatné nabídky, ale nakonec se zaměřilo na společnou nabídku s dalšími severskými státy pod názvem Nordic. Ke švýcarské nabídce se později přidalo Lichtenštejnsko, nicméně konečnou nabídku podalo Švýcarsko samostatně.
Dne 4. dubna 2023 bylo na zasedání UEFA v Lisabonu v Portugalsku za pořadatele zvoleno Švýcarsko.
| Výsledky hlasovaní               | Výsledky hlasovaní | Výsledky hlasovaní | Výsledky hlasovaní |
| Země                             | Hlasů              | Hlasů              | Hlasů              |
| Země                             | 1. kolo            | 2. kolo            | 3. kolo            |
| -------------------------------- | ------------------ | ------------------ | ------------------ |
| Švýcarsko                        | 4                  | 6                  | 9                  |
| Dánsko, Finsko, Norsko a Švédsko | 4                  | 4                  | 4                  |
| Polsko                           | 4                  | 3                  |                    |
| Francie                          | 1                  |                    |                    |

## Kvalifikace

### Kvalifikované týmy
| Země        | Kvalifikace      | Datum postupu     | Předchozí účast na ME                                                       |
| ----------- | ---------------- | ----------------- | --------------------------------------------------------------------------- |
| Švýcarsko   | pořadatel        | 4. duben 2023     | 2 (2017, 2022)                                                              |
| Německo     | vítěz skupiny A4 | 4. června 2024    | 11 (1989, 1991, 1993, 1995, 1997, 2001, 2005, 2009, 2013, 2017, 2022)       |
| Španělsko   | vítěz skupiny A2 | 4. června 2024    | 4 (1997, 2013, 2017, 2022)                                                  |
| Island      | vítěz skupiny A4 | 12. červenec 2024 | 4 (2009, 2013, 2017, 2022)                                                  |
| Dánsko      | vítěz skupiny A2 | 12. červenec 2024 | 11 (1984, 1991, 1993, 1997, 2001, 2005, 2009, 2013, 2017, 2022)             |
| Francie     | vítěz skupiny A3 | 12. červenec 2024 | 7 (1997, 2001, 2005, 2009, 2013, 2017, 2022)                                |
| Anglie      | vítěz skupiny A3 | 16. červenec 2024 | 9 (1984, 1987, 1995, 2001, 2005, 2009, 2013, 2017, 2022)                    |
| Itálie      | vítěz skupiny A1 | 16. červenec 2024 | 12 (1984, 1987, 1989, 1991, 1993, 1997, 2001, 2005, 2009, 2013, 2017, 2022) |
| Nizozemsko  | vítěz skupiny A1 | 16. červenec 2024 | 4 (2009, 2013, 2017, 2022)                                                  |
| Portugalsko | vítěz z Play-off | 3. prosince 2024  | 2 (2017, 2022)                                                              |
| Norsko      | vítěz z Play-off | 3. prosince 2024  | 13 (1987, 1989, 1991, 1993, 1995, 1997, 2001, 2005, 2009, 2013, 2017, 2022) |
| Finsko      | vítěz z Play-off | 3. prosince 2024  | 5 (2005, 2009, 2013, 2022)                                                  |
| Polsko      | vítěz z Play-off | 3. prosince 2024  | 0                                                                           |
| Švédsko     | vítěz z Play-off | 3. prosince 2024  | 11 (1984, 1987, 1989, 1995, 1997, 2001, 2005, 2009, 2013, 2017, 2022)       |
| Belgie      | vítěz z Play-off | 3. prosince 2024  | 2 (2017, 2022)                                                              |
| Wales       | vítěz z Play-off | 3. prosince 2024  | 0                                                                           |

## Stadiony
Turnaj se odehraje na 8 stadionech v 8 různých městech. První zápas proběhl v Stockhorn Arena v Thunu, který je nejmenším stadionem hostujícím mistrovství. K oficiálnímu zahájení však došlo na největším stadionu, St. Jakob-Park v Basileji, kde se odehraje i finálový zápas. 
| Basilej                                                                                | Bern                                 | Ženeva                               | Curych                                |
| -------------------------------------------------------------------------------------- | ------------------------------------ | ------------------------------------ | ------------------------------------- |
| St. Jakob-Park                                                                         | Stadion Wankdorf                     | Stade de Genève                      | Letzigrund                            |
| 47°32′29,67″ s. š., 7°37′12,65″ v. d.                                                  | 46°57′47,4″ s. š., 7°27′53,4″ v. d.  | 46°10′40,25″ s. š., 6°7′38,75″ v. d. | 47°22′58″ s. š., 8°30′16″ v. d.       |
| Kapacita: 38 512                                                                       | Kapacita: 32 000                     | Kapacita: 30 084                     | Kapacita: 26 104                      |
|                                                                                        |                                      |                                      |                                       |
| Basilej Bern Ženeva Curych St. Gallen Lucern Sion Thun Stadiony ME ve fotbale žen 2025 |                                      |                                      |                                       |
| St. Gallen                                                                             | Lucern                               | Sion                                 | Thun                                  |
| Kybunpark                                                                              | Swissporarena                        | Stade de Tourbillon                  | Stockhorn Arena                       |
| 47°24′30″ s. š., 9°18′23″ v. d.                                                        | 47°1′59,75″ s. š., 8°18′18,67″ v. d. | 46°14′0″ s. š., 7°22′35″ v. d.       | 46°44′41,34″ s. š., 7°36′21,87″ v. d. |
| Kapacita: 19 694                                                                       | Kapacita: 16 800                     | Kapacita: 16 263                     | Kapacita: 10 398                      |
|                                                                                        |                                      |                                      |                                       |

## Skupinová fáze
| Vysvětlivky                                            |
| ------------------------------------------------------ |
| Týmy z prvních a druhých míst postupují do čtvrtfinále |

### Skupina A
| Poz. | Tým       | Z | V | R | P | VG | IG | +/- | B |
| ---- | --------- | - | - | - | - | -- | -- | --- | - |
| 1.   | Norsko    | 3 | 3 | 0 | 0 | 8  | 5  | +3  | 9 |
| 2.   | Švýcarsko | 3 | 1 | 1 | 1 | 4  | 3  | +1  | 4 |
| 3.   | Finsko    | 3 | 1 | 1 | 1 | 3  | 3  | 0   | 4 |
| 4.   | Island    | 3 | 0 | 0 | 3 | 3  | 7  | -4  | 0 |

| 2. července 2025 18:00 |        |            |                                                               |
| Island                 | 0 : 1  | Finsko     | Stockhorn Arena, Thun diváci: 7 683 rozhodčí: Katalin Kulcsár |
|                        | Report | Kosola 70' | Stockhorn Arena, Thun diváci: 7 683 rozhodčí: Katalin Kulcsár |

| 2. července 2025 21:00 |        |                                    |                                                             |
| Švýcarsko              | 1 : 2  | Norsko                             | St. Jakob-Park, Basilej diváci: 34 063 rozhodčí: Alina Peşu |
| Riesen 28'             | Report | Hegerbergová 54' Stierli 58' (vl.) | St. Jakob-Park, Basilej diváci: 34 063 rozhodčí: Alina Peşu |

| 6. července 2025 18:00                |        |              |                                                                     |
| Norsko                                | 2 : 1  | Finsko       | Stade de Tourbillon, Sion diváci: 7 376 rozhodčí: Silvia Gasperotti |
| Nyström 3' (vl.) Graham Hansenová 84' | Report | Sevenius 32' | Stade de Tourbillon, Sion diváci: 7 376 rozhodčí: Silvia Gasperotti |

| 6. července 2025 21:00   |        |        |                                                                     |
| Švýcarsko                | 2 : 0  | Island | Stadion Wankdorf, Bern diváci: 29 658 rozhodčí: Marta Huerta de Aza |
| Reuteler 76' Pilgrim 90' | Report |        | Stadion Wankdorf, Bern diváci: 29 658 rozhodčí: Marta Huerta de Aza |

| 10. července 2025 21:00 |        |                |                                                                        |
| Finsko                  | 1 : 1  | Švýcarsko      | Stade de Genève, Ženeva diváci: 26 388 rozhodčí: Stéphanie Frappartová |
| Kuikka 79' (pen.)       | Report | Xhemaili 90+2' | Stade de Genève, Ženeva diváci: 26 388 rozhodčí: Stéphanie Frappartová |

| 10. července 2025 21:00          |        |                                                          |                                                          |
| Norsko                           | 4 : 3  | Island                                                   | Stockhorn Arena, Thun diváci: 7 859 rozhodčí: Alina Peșu |
| Gaupset 15', 26' Maanum 49', 76' | Report | Jónsdóttir 6' Eiríksdóttir 84' Viggósdóttir 90+5' (pen.) | Stockhorn Arena, Thun diváci: 7 859 rozhodčí: Alina Peșu |

### Skupina B
| Poz. | Tým         | Z | V | R | P | VG | IG | +/- | B |
| ---- | ----------- | - | - | - | - | -- | -- | --- | - |
| 1.   | Španělsko   | 3 | 3 | 0 | 0 | 14 | 3  | +11 | 9 |
| 2.   | Itálie      | 3 | 1 | 1 | 1 | 3  | 4  | -1  | 4 |
| 3.   | Belgie      | 3 | 1 | 0 | 2 | 4  | 8  | -4  | 3 |
| 4.   | Portugalsko | 3 | 0 | 1 | 2 | 2  | 8  | -6  | 1 |

| 3. července 2025 18:00 |        |            |                                                                       |
| Belgie                 | 0 : 1  | Itálie     | Stade de Tourbillon, Sion diváci: 7 544 rozhodčí: Désirée Grundbacher |
|                        | Report | Caruso 44' | Stade de Tourbillon, Sion diváci: 7 544 rozhodčí: Désirée Grundbacher |

| 3. července 2025 21:00                                     |        |             |                                                                    |
| Španělsko                                                  | 5 : 0  | Portugalsko | Stadion Wankdorf, Bern diváci: 29 520 rozhodčí: Iuliana Demetrescu |
| González 2', 43' López 7' Putellas 41' Martín-Prieto 90+3' | Report |             | Stadion Wankdorf, Bern diváci: 29 520 rozhodčí: Iuliana Demetrescu |

| 7. července 2025 18:00                                            |        |        |                                                               |
| Španělsko                                                         | 6 : 2  | Belgie | Stockhorn Arena, Thun diváci: 7 961 rozhodčí: Katalin Kulcsár |
| Putellas 22', 86' Paredes 39' González 52' Caldentey 61' Pina 81' | Report |        | Stockhorn Arena, Thun diváci: 7 961 rozhodčí: Katalin Kulcsár |

| 7. července 2025 21:00 |        |             |                                                                  |
| Portugalsko            | 1 : 1  | Itálie      | Stade de Genève, Ženeva diváci: 22 713 rozhodčí: Ivana Martinčić |
| Gomes 89'              | Report | Girelli 70' | Stade de Genève, Ženeva diváci: 22 713 rozhodčí: Ivana Martinčić |

| 11. července 2025 21:00 |        |                                              |                                                                    |
| Itálie                  | 1 : 3  | Španělsko                                    | Stadion Wankdorf, Bern diváci: 29 644 rozhodčí: Iuliana Demetrescu |
| Oliviero 10'            | Report | Del Castillo 14' Guijarro 49' González 90+1' | Stadion Wankdorf, Bern diváci: 29 644 rozhodčí: Iuliana Demetrescu |

| 11. července 2025 21:00 |        |                          |                                                                 |
| Portugalsko             | 1 : 2  | Belgie                   | Stade de Tourbillon, Sion diváci: 7 515 rozhodčí: Tess Olofsson |
| Encarnação 87'          | Report | Wullaert 3' Cayman 90+6' | Stade de Tourbillon, Sion diváci: 7 515 rozhodčí: Tess Olofsson |

### Skupina C
| Poz. | Tým     | Z | V | R | P | VG | IG | +/- | B |
| ---- | ------- | - | - | - | - | -- | -- | --- | - |
| 1.   | Švédsko | 3 | 3 | 0 | 0 | 8  | 1  | +7  | 9 |
| 2.   | Německo | 3 | 2 | 0 | 1 | 5  | 5  | 0   | 6 |
| 3.   | Polsko  | 3 | 1 | 0 | 2 | 3  | 7  | -4  | 3 |
| 4.   | Dánsko  | 3 | 0 | 0 | 3 | 3  | 6  | -3  | 0 |

| 4. července 2025 18:00 |        |               |                                                                      |
| Dánsko                 | 0 : 1  | Švédsko       | Stade de Genève, Ženeva diváci: 17 319 rozhodčí: Edina Alves Batista |
|                        | Report | Angeldahl 55' | Stade de Genève, Ženeva diváci: 17 319 rozhodčí: Edina Alves Batista |

| 4. července 2025 21:00 |        |        |                                                                      |
| Německo                | 2 : 0  | Polsko | Kybunpark, St. Gallen diváci: 15 972 rozhodčí: Stéphanie Frappartová |
| Brand 52' Schüller 66' | Report |        | Kybunpark, St. Gallen diváci: 15 972 rozhodčí: Stéphanie Frappartová |

| 8. července 2025 18:00         |        |                |                                                                  |
| Německo                        | 2 : 1  | Dánsko         | St. Jakob-Park, Basilej diváci: 34 165 rozhodčí: Catarina Campos |
| Nüsken 56' (pen.) Schüller 66' | Report | Vangsgaard 26' | St. Jakob-Park, Basilej diváci: 34 165 rozhodčí: Catarina Campos |

| 8. července 2025 21:00 |        |                                         |                                                                           |
| Polsko                 | 0 : 3  | Švédsko                                 | Swissporarena, Lucern diváci: 14 176 rozhodčí: Maria Sole Ferrieri Caputi |
|                        | Report | Blackstenius 28' Asllani 52' Hurtig 77' | Swissporarena, Lucern diváci: 14 176 rozhodčí: Maria Sole Ferrieri Caputi |

| 12. července 2025 21:00                                   |        |          |                                                               |
| Švédsko                                                   | 4 : 1  | Německo  | Letzigrund, Curych diváci: 22 552 rozhodčí: Silvia Gasperotti |
| Blackstenius 12' Holmberg 25' Rolfö 34' (pen.) Hurtig 80' | Report | Brand 7' | Letzigrund, Curych diváci: 22 552 rozhodčí: Silvia Gasperotti |

| 12. července 2025 21:00                 |        |                       |                                                                    |
| Polsko                                  | 3 : 2  | Dánsko                | Swissporarena, Lucern diváci: 14 213 rozhodčí: Olatz Rivera Olmedo |
| Padilla 13' Pajorová 20' Wiankowska 76' | Report | Thomsen 59' Bruun 83' | Swissporarena, Lucern diváci: 14 213 rozhodčí: Olatz Rivera Olmedo |

### Skupina D
| Poz. | Tým        | Z | V | R | P | VG | IG | +/- | B |
| ---- | ---------- | - | - | - | - | -- | -- | --- | - |
| 1.   | Francie    | 3 | 3 | 0 | 0 | 11 | 4  | +7  | 9 |
| 2.   | Anglie     | 3 | 2 | 0 | 1 | 11 | 3  | +8  | 6 |
| 3.   | Nizozemsko | 3 | 1 | 0 | 2 | 5  | 9  | -4  | 3 |
| 4.   | Wales      | 3 | 0 | 0 | 3 | 2  | 13 | -11 | 0 |

| 5. července 2025 18:00 |        |                                     |                                                               |
| Wales                  | 0 : 3  | Nizozemsko                          | Swissporarena, Lucern diváci: 14 147 rozhodčí: Frida Klarlund |
|                        | Report | Miedema 45+3' Pelova 48' Brugts 57' | Swissporarena, Lucern diváci: 14 147 rozhodčí: Frida Klarlund |

| 5. července 2025 21:00   |        |           |                                                           |
| Francie                  | 2 : 1  | Anglie    | Letzigrund, Curych diváci: 22 542 rozhodčí: Tess Olofsson |
| Katoto 36' Baltimore 39' | Report | Walsh 87' | Letzigrund, Curych diváci: 22 542 rozhodčí: Tess Olofsson |

| 9. července 2025 18:00                 |        |            |                                                                 |
| Anglie                                 | 4 : 0  | Nizozemsko | Letzigrund, Curych diváci: 22 600 rozhodčí: Edina Alves Batista |
| James 22', 60' Stanway 45+2' Toone 67' | Report |            | Letzigrund, Curych diváci: 22 600 rozhodčí: Edina Alves Batista |

| 9. července 2025 21:00                           |        |              |                                                                    |
| Francie                                          | 4 : 1  | Wales        | Kybunpark, St. Gallen diváci: 15 886 rozhodčí: Désirée Grundbacher |
| Mateo 8' Diani 45+1' (pen.) Majri 53' Geyoro 63' | Report | Fishlock 13' | Kybunpark, St. Gallen diváci: 15 886 rozhodčí: Désirée Grundbacher |

| 13. července 2025 21:00    |        |                                                                  |                                                                  |
| Nizozemsko                 | 2 : 5  | Francie                                                          | St. Jakob-Park, Basilej diváci: 34 133 rozhodčí: Ivana Martinčić |
| Pelova 26' Bacha 41' (vl.) | Report | Toletti 22' Katoto 61' Cascarino 64', 67' Karchaoui 90+2' (pen.) | St. Jakob-Park, Basilej diváci: 34 133 rozhodčí: Ivana Martinčić |

| 13. července 2025 21:00                                                   |        |          |                                                               |
| Anglie                                                                    | 6 : 1  | Wales    | Kybunpark, St. Gallen diváci: 15 953 rozhodčí: Frida Klarlund |
| Stanway 13' (pen.) Toone 21' Hemp 30' Russo 44' Mead 72' Beever-Jones 89' | Report | Cain 76' | Kybunpark, St. Gallen diváci: 15 953 rozhodčí: Frida Klarlund |

## Vyřazovací fáze
|  | Čtvrtfinále  | Čtvrtfinále  |              |   | Semifinále | Semifinále |  |  | Finále | Finále |
|  | 16. července |              |              |   |            |            |  |  |        |        |
|  |              |              |              |   |            |            |  |  |        |        |
|  | Norsko       | 1            |              |   |            |            |  |  |        |        |
|  | Norsko       | 1            | 22. července |   |            |            |  |  |        |        |
|  | Itálie       | 2            |              |   |            |            |  |  |        |        |
|  | Itálie       | 2            | Anglie       | 2 |            |            |  |  |        |        |
|  | 17. července |              | Anglie       | 2 |            |            |  |  |        |        |
|  |              | Itálie       | 1 pp         |   |            |            |  |  |        |        |
|  | Švédsko      | Itálie       | 1 pp         | 2 |            |            |  |  |        |        |
|  | Švédsko      |              | 27. července | 2 |            |            |  |  |        |        |
|  | Anglie       | 3 po pen.    |              |   |            |            |  |  |        |        |
|  | Anglie       | 3 po pen.    | Anglie       | 2 |            |            |  |  |        |        |
|  | 18. července |              | Anglie       | 2 |            |            |  |  |        |        |
|  |              | Španělsko    | 1 po pen.    |   |            |            |  |  |        |        |
|  | Španělsko    | Španělsko    | 1 po pen.    | 2 |            |            |  |  |        |        |
|  | Španělsko    | 23. července |              | 2 |            |            |  |  |        |        |
|  | Švýcarsko    | 0            |              |   |            |            |  |  |        |        |
|  | Švýcarsko    | 0            | Německo      | 0 |            |            |  |  |        |        |
|  | 19. července |              | Německo      | 0 |            |            |  |  |        |        |
|  |              | Španělsko    | 1 pp         |   |            |            |  |  |        |        |
|  | Francie      | Španělsko    | 1 pp         | 1 |            |            |  |  |        |        |
|  | Francie      |              |              | 1 |            |            |  |  |        |        |
|  | Německo      | 2 po pen.    |              |   |            |            |  |  |        |        |
|  | Německo      | 2 po pen.    |              |   |            |            |  |  |        |        |

### Čtvrtfinále
| 16. července 2025 21:00 |        |                  |                                                         |
| Norsko                  | 1 : 2  | Itálie           | Stade de Genève, Ženeva rozhodčí: Stéphanie Frappartová |
| Hegerbergová 66'        | Report | Girelli 50', 90' | Stade de Genève, Ženeva rozhodčí: Stéphanie Frappartová |

| 17. července 2025 21:00     |               |                         |                                                  |
| Švédsko                     | 2 : 3 po pen. | Anglie                  | Letzigrund, Curych rozhodčí: Marta Huerta de Aza |
| Asllani 2' Blackstenius 25' |               | Bronze 79' Agyemang 81' | Letzigrund, Curych rozhodčí: Marta Huerta de Aza |

| 18. července 2025 21:00   |       |           |                                                             |
| Španělsko                 | 2 : 0 | Švýcarsko | Stadion Wankdorf, Bern rozhodčí: Maria Sole Ferrieri Caputi |
| del Castillo 66' Pina 71' |       |           | Stadion Wankdorf, Bern rozhodčí: Maria Sole Ferrieri Caputi |

| 19. července 2025 21:00 |               |            |                                                 |
| Francie                 | 1 : 2 po pen. | Německo    | St. Jakob-Park, Basilej rozhodčí: Tess Olofsson |
| Geyoro 14' (pen.)       |               | Nusken 25' | St. Jakob-Park, Basilej rozhodčí: Tess Olofsson |

### Semifinále
| 22. července 2025 21:00   |          |              |                                                   |
| Anglie                    | 2 : 1 pp | Itálie       | Stade de Genève, Ženeva rozhodčí: Ivana Martinčić |
| Agyemang 90+6' Kelly 119' |          | Bonansea 33' | Stade de Genève, Ženeva rozhodčí: Ivana Martinčić |

| 23. července 2025 21:00 |          |              |                                           |
| Německo                 | 0 : 1 pp | Španělsko    | Letzigrund, Curych rozhodčí: Eike Batista |
|                         |          | Bonmati 113' | Letzigrund, Curych rozhodčí: Eike Batista |

### Finále
| 27. července 2025 18:00 |               |               |                                                         |
| Anglie                  | 2 : 1 po pen. | Španělsko     | St. Jakob-Park, Basilej rozhodčí: Stéphanie Frappartová |
| Russo 57'               |               | Caldentey 25' | St. Jakob-Park, Basilej rozhodčí: Stéphanie Frappartová |